# Neil Ross
Pour les articles homonymes, voir Ross.
Neil Ross est un acteur britannique né le 31 décembre 1953 à Londres (Royaume-Uni).

## Filmographie

### Cinéma
- 1977 : Der kleine Zauberer und die große Fünf (de)
- 1981 : Lifepod (en) : Main Cerebral (voix, crédité Neilson Ross)
- 1985 : Explorers (voix)
- 1986 : Fievel et le Nouveau Monde : Honest John (voix)
- 1986 : La Guerre des robots : Bonecrusher / Hook / Springer / ... (voix)
- 1987 : L'Aventure intérieure : Pod Computer (voix)
- 1989 : Astérix et le Coup du menhir : Franksinatrix (American dub) (English version, voix)
- 1989 : Little Nemo : Les Aventures au pays de Slumberland : Oompa (voix)
- 1989 : Retour vers le futur 2 : Narrateur du musée (voix)
- 1990 : Dick Tracy : Radio Announcer (voix)
- 1990 : Gremlins 2 : La Nouvelle Génération : Announcer (voix)
- 1990 : Salute to Life : Docteur
- 1992 : Les Aventures de Zak et Crysta dans la forêt tropicale de FernGully : Elder #3 (voix)
- 1993 : Batman contre le fantôme masqué : voix additionnelles (voix)
- 1994 : Le Lutin magique : Generic Pansy (voix)
- 1994 : Poucelina : Mr. Fox / Mr. Bear (voix)
- 1995 : Babe, le cochon devenu berger
- 1995 : Once Upon a Time... When We Were Colored (en)
- 1995 : Youbi, le petit pingouin : Scrawny (voix)
- 1998 : 1 001 Pattes : Mosquito Barman (voix)
- 1999 : Dans la peau de John Malkovich : Featured Character (voix)
- 1999 : Speedway Junky (en) : Sports Announcer #1
- 2000 : Planète rouge : Space Suit (voix, non crédité)
- 2004 : Bob l'éponge, le film : Cyclops (voix)
- 2005 : Le Fils du Mask : Deep Alvey (voix)
- 2006 : Lucas, fourmi malgré lui : Wasp #1 / Wasp #5 (voix)
- 2012 : Festin de requin 2 : Le récif se rebelle : Schliemann (voix)
- 2012 : Koala Kid (en) : Monty (voix)

### Télévision

#### Séries télévisées
- 1981 : Spider-Man : Norman Osborn / Sandman
- 1981-1983 : Spider-Man et ses amis exceptionnels : Cyberiad / Nathan Price / Scorpion / ...
- 1982 : Mork & Mindy/Laverne & Shirley/Fonz Hour (en) : voix additionnelles
- 1982 : Pandamonium : Peter (voix, as Neilson Ross)
- 1982 : Richie Rich : voix additionnelles
- 1982-1983 : Pac-Man : Clyde
- 1983 : Mystérieusement vôtre, signé Scoubidou
- 1983 : Rubik, the Amazing Cube (en) : voix additionnelles
- 1983 : The Dukes
- 1983 : The Puppy's Further Adventures (en) : voix additionnelles (1983) (voix)
- 1984 : G.I. Joe: The Revenge of Cobra : Shipwreck / Buzzer
- 1984 : Pink Panther and Sons : voix additionnelles
- 1984 : Pole Position
- 1984 : Mystérieusement vôtre, signé Scoubidou : voix additionnelles
- 1984-1985 : Voltron : Keith / Pidge / Jeff / ...
- 1984-1987 : The Transformers : Springer / Bonecrusher / Hook / ...
- 1985 : Les Jetson
- 1985 : Punky Brewster : voix additionnelles
- 1985 : Robotix : Flexor / Gaxon / Jerrok (1985) (voix)
- 1985 : Sectaurs : Waspax / Wingid
- 1985 : Super Sunday : Narrateur
- 1985-1986 : G.I. Joe : Shipwreck / Buzzer / Dusty / ...
- 1985-1986 : Jem et les Hologrammes : Howard Sands
- 1985-1986 : Paw Paws : voix additionnelles
- 1985-1986 : Rock 'n' Wrestling : Mean Gene Okerlund
- 1985-1987 : CBS Storybreak : Dr Fargo
- 1985-1992 : ABC Weekend Specials : Cap'n O.G. Readmore
- 1986 : Centurions : Ace McCloud / Whistler
- 1986 : Clair de lune
- 1986 : Galaxy High : Rotten Roland
- 1986 : InHumanoids : Herc Armstrong / Hector Ramirez / Tank / ...
- 1986 : Kissyfur : Duane
- 1986 : Rambo : John Rambo
- 1986 : Wildfire
- 1987 : Les Bioniques : F.L.U.F.F.I. / The Perceptor / Dr Peter Wilcox / ...
- 1987 : La Bande à Picsou
- 1987 : Les Schtroumpfs : voix additionnelles
- 1987 : Le Retour de Super-Souris
- 1987 : Seeing Things : Const. Peever
- 1987 : Spiral Zone : Overlord / Wolfgang 'Tank' Schmidt / Bandit
- 1987 : SOS Fantômes : Artie Grendel / Grundel
- 1987 : Visionaries: Knights of the Magical Light : Leoric / Meatius Chompiti / Abraxas / ...
- 1987-1988 : Sab Rider : Grimmer / Buck
- 1988 : Marvel Action Universe : Narrateur (voix)
- 1988 : Roseanne : Wrestling Commentator
- 1988 : Superman (en) : S.T.A.R. Labs Security Guard
- 1988-1989 : Fantastic Max : voix additionnelles
- 1989 : Karaté Kid : voix additionnelles
- 1989-1994 : Garfield et ses amis : Announcer / Crowd Walla / The Supreme Cat / ...
- 1990 : Wake, Rattle & Roll : Baba Looey / Axel (1990) (voix)
- 1990-1991 : La Guerre des tomates : Whitley White / Capt. Louis LeBisque / Tomato Terminator / ...
- 1990-1991 : Zazoo U : Logan Chomper
- 1990-1992 : Tom et Jerry Kids
- 1991 : Draculito, mon saigneur : Maggot
- 1991 : ProStars : Additional Characters (1991) (voix)
- 1991 : Yo Yogi! : Morocco Mole
- 1991-1992 : Mr. Bogus (en)
- 1991-1992 : Myster Mask : Quack Mallardson / The Whitlin Kid / Nodoff / ...
- 1991-1993 : La Légende de Prince Vaillant : Duncan Draconarius / Farmer / ...
- 1992 : Inspecteur Poisson
- 1992 : Grimmy
- 1992-1993 : La Petite Sirène
- 1992-1993 : Le Tourbillon noir
- 1992-1993 : Les Cow-Boys de Moo Mesa
- 1992-1994 : Batman : Dealer / Ratso / Jake / ...
- 1992-1994 : Les Razmoket : Announcer / Columnist / Fisherman / ...
- 1992-1995 : Des souris à la Maison-Blanche
- 1993 : Bonkers : Dopey Ghost
- 1993-1994 : Animaniacs : Announcer / Crook
- 1993-1994 : SWAT Kats: The Radical Squadron : Mac Mange
- 1993-1995 : Les Motards de l'espace : Hacka Lougie
- 1993-2003 : Biography : Narrateur
- 1994 : Aladdin : King Pector
- 1994 : Les 4 Fantastiques : Dr. Doom / Super-Skrull / Puppet Master / ...
- 1994 : Les Castors allumés : Male on TV
- 1994 : Mighty Max : Hydra's Dark Side
- 1994 : Superhuman Samurai Syber-Squad : Skorn / Stupid Virus / Officer #1
- 1994 : The Good Life (en) : Policeman
- 1994-1996 : Iron Man : Fin Fang Foom / Anchorman / Yinsen / ...
- 1995 : Freakazoid! : Board Member
- 1995 : Le Cinéma des effets spéciaux : Narrateur
- 1995-1996 : Les Histoires farfelues de Félix le Chat : voix
- 1995-1996 : The Adventures of Hyperman (en) : Narrateur
- 1995-1997 : The Mask, la série animée : Lt. Mitch Kellaway
- 1995-1998 : Spider-Man, l'homme-araignée : Norman Osborn / Green Goblin / Guard#2 / ...
- 1996 : Couacs en vrac : Mayor Corey / Shipwreck
- 1996 : Mortal Kombat : Les Gardiens du royaume : Shang Tsung / Motaro
- 1996 : The Legend of Sarmoti: Siegfried & Roy
- 1996-1997 : Superman, l'Ange de Metropolis : Capitaine / Male Anchor
- 1997 : Adventures from the Book of Virtues : King Canute II / The Herald
- 1997 : Channel Umptee-3 (en)
- 1997 : The Blues Brothers Animated Series : Alerman's Father / Policeman / H.A.L. / ...
- 1997-1998 : Zorro
- 1998 : Batman : Henshaw / Dean
- 1998 : Hollywood Story : Narrateur
- 1998 : La Vie de famille : Andre
- 1998 : Minus et Cortex : Marvin the Martian / Announcer
- 1998 : Movie Magic : Narrateur
- 1998-2000 : Voltron: The Third Dimension (en) : Keith / Amalgamus / Kolak / ...
- 1999 : Xyber 9: New Dawn
- 2000 : Oh Yeah! Cartoons : Al / Pirate
- 2000-2007 : Harvey Birdman, Attorney at Law : Vulturo / Dr. Benton C. Quest / Ding-A-Ling Wolf / ...
- 2001 : Billy et Mandy, aventuriers de l'au-delà : Forest Ranger / Camper
- 2001-2002 : Da Mob : Tom
- 2002 : Jackie Chan : Lead Magister
- 2002 : Ozzy et Drix : Cop
- 2002 : Le Projet Zeta : Pilot
- 2002-2008 : Aux origines de l'humanité : Narrateur / Lui-même
- 2003-2007 : Jenny Robot : Mog / Redneck / Special Agent #1 / ...
- 2004 : Batman : Robinson Sprang (voix)
- 2007 : Ben 10 : Wainwright / Guard #2 / Radio Chatter #1
- 2008-2013 : Garfield et Cie : voix additionnelles
- 2010 : La Vie de croisière de Zack et Cody
- 2012 : Avengers : L'Équipe des super-héros : William Cross / Crossfire / Thug 1 / ...
- 2012 : Eagleheart (en) : Announcer
- 2012-2013 : Kung Fu Panda : L'Incroyable Légende : Constable Hu
- 2013 : Bonus Content : Lui-même
- 2017 : Mom : Announcer

#### Téléfilms
- 1982 : Christmas Comes to PacLand : Clyde (voix, as Neilson Ross)
- 1984 : Cabbage Patch Kids: First Christmas : Beau Weasel / Fingers (voix)
- 1984 : Poochie : Hermes (voix)
- 1984 : Robo Force: The Revenge of Nazgar : Blazer (voix)
- 1985 : Sweet Sea
- 1986 : G.I. Joe: Arise, Serpentor, Arise! : Buzzer / Dusty / Monkeywrench / ... (voix)
- 1986 : Jem: Truly Outrageous! : Howard Sands / Dirk Hayes / Malone (voix)
- 1987 : The Little Troll Prince : Prag #1 (voix)
- 1989 : Pryde of the X-Men : Nightcrawler (voix)
- 1989 : Vytor: The Starfire Champion : Targil (voix)
- 1993 : Bubsy : Bozwell Buzzard / News Anchor (voix)
- 1993 : The Town Santa Forgot : Pout the Elf (voix)
- 2000 : It's the Pied Piper, Charlie Brown : Interviewer (voix)
- 2006 : Codename: Kids Next Door - Operation Z.E.R.O. : Grand-père (voix)
- 2008 : Absolute Zero : Narrateur (voix)
- 2010 : AFI Life Achievement Award: A Tribute to Mike Nichols : lui-même

### Jeux vidéo
- Metal Gear Solid 3: Snake Eater : Colonel Volgin (voix)
- Mass Effect : Codex (voix)
- Monkey Island : Wally (voix)